# Hallgeir Engebråten
Hallgeir Engebråten (n. 17 decembrie 1999, Comuna Kongsvinger, Hedmark, Norvegia) este un patinator de viteză ce a reprezentat Norvegia, medaliat olimpic. A participat la o ediție a Jocurilor Olimpice (2022) în care a câștigat o medalie de aur și o medalie de bronz.